# Valhuon
Valhuon település Franciaországban, Pas-de-Calais megyében. Lakosainak száma 544 fő (2022. január 1.). Valhuon Bours, Brias, Huclier, Tangry és Troisvaux községekkel határos.

## Népesség
A település népessége az elmúlt években az alábbi módon változott:
| Lakosok száma | 580  | 582  | 584  | 569  | 562  | 554  | 551  | 549  | 544  |
|               | 2013 | 2015 | 2016 | 2017 | 2018 | 2019 | 2020 | 2021 | 2022 |